# کوملکول
کوملکول (انگلیسی: Kumlekul) یک شهرک در شهرستان اوفیمسکی استان باشقیرستان کشور روسیه است.